# Кривопорожское сельское поселение
Кривопоро́жское сельское поселение — муниципальное образование в составе Кемского района Республики Карелия Российской Федерации. Административный центр — посёлок Кривой Порог.

## Население
| 2009  | 2010  | 2012  | 2013  | 2014  | 2015  | 2016  |
| ----- | ----- | ----- | ----- | ----- | ----- | ----- |
| 1682  | ↘1446 | ↘1378 | ↘1291 | ↘1254 | ↘1174 | ↘1106 |
| 2017  | 2018  | 2019  | 2020  | 2021  | 2023  |       |
| ↘1087 | ↘1078 | ↘1041 | ↘1015 | ↘899  | ↘860  |       |

## Населённые пункты
В сельское поселение входят 5 населённых пунктов:
| № | Населённый пункт | Тип населённого пункта | Население |
| - | ---------------- | ---------------------- | --------- |
| 1 | Авнепорог        | посёлок                | ↘159      |
| 2 | Кривой Порог     | посёлок                | ↘793      |
| 3 | Панозеро         | деревня                | ↘52       |
| 4 | Панозеро         | посёлок                | ↘283      |
| 5 | Шомба            | посёлок                | ↘4        |